# San Basilio agli Orti Sallustiani
San Basilio agli Orti Sallustiani ou Igreja de São Basílio nos Jardins de Salústio é uma igreja de Roma, Itália, localizada no rione Trevi, perto dos Jardins de Salústio, e dedicada a São Basílio. É uma das igrejas nacionais da comunidade grega na cidade e celebra a missa no rito bizantino (grego).

## História
San Basilio foi construída pelo abade Apolemone Agreste, cujo brasão ainda hoje decora os arcos da igreja, e é vizinha de um hospício da universidade greco-italiana dos monges basilianos (a ordem fundada por São Basílio) de Grottaferrata. Eles restauraram a igreja em 1682, como atesta a inscrição sobre a porta principal.
A igreja abriga diversas inscrições sobre monges e padres da universidade, incluindo o cardeal Basilios Bessarion, abade comendador de Grottaferrata, que foi criado cardeal pelo papa Eugênio IV em 1439. A igreja e parte do colégio ainda são propriedade da Ordem Basiliana Italiana de Grottaferrata enquanto que o resto é propriedade do governo italiano.

## Galeria

Imagens da igreja
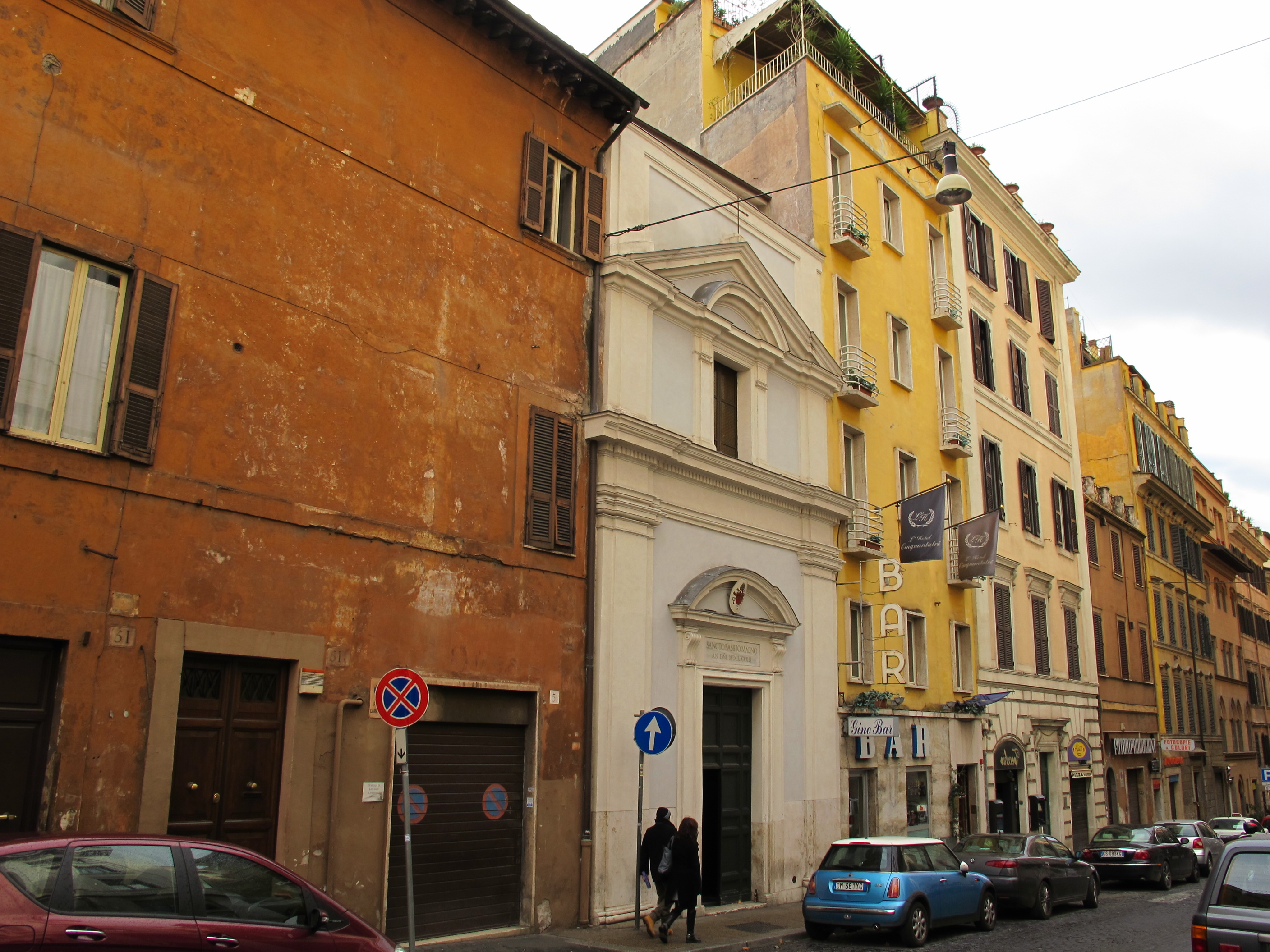
Fachada espremida entre edifícios posteriores.
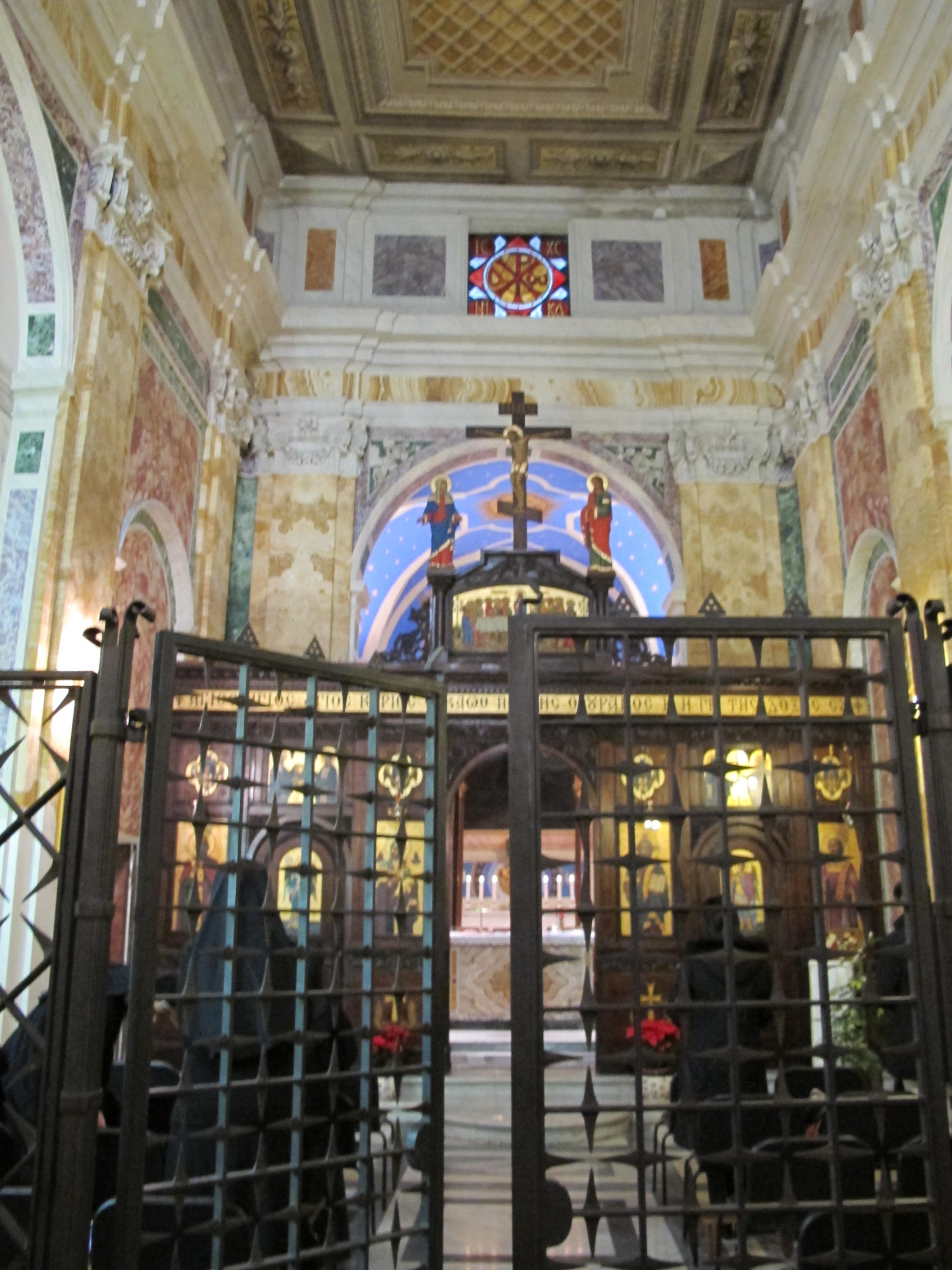
Vista do interior, com a típica iconóstase das igrejas gregas visível no altar.
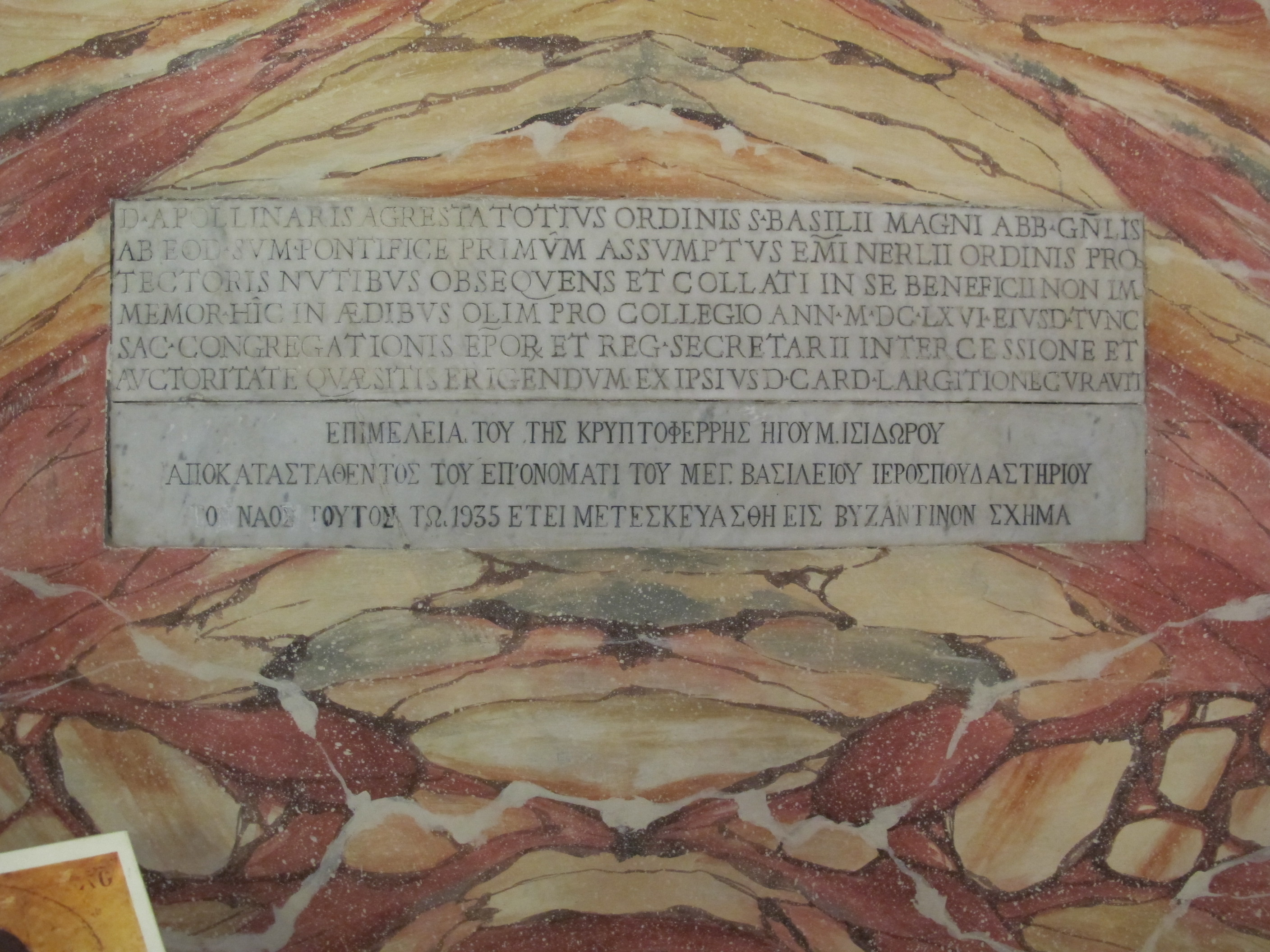
Placa bilíngue (grego e latim) no interior da igreja.